# Alrosa (empresa aérea)
CJSC "Air Company ALROSA" (em russo: ЗАО «Авиакомпания АЛРОСА) é uma companhia aérea russa com sede em Mirni. Suas bases estão no Aeroporto de Mirni e no Aeroporto de Polyarny, com uma cidade foco no Aeroporto de Lensk. A companhia aérea opera voos domésticos regulares e fretados.

## História

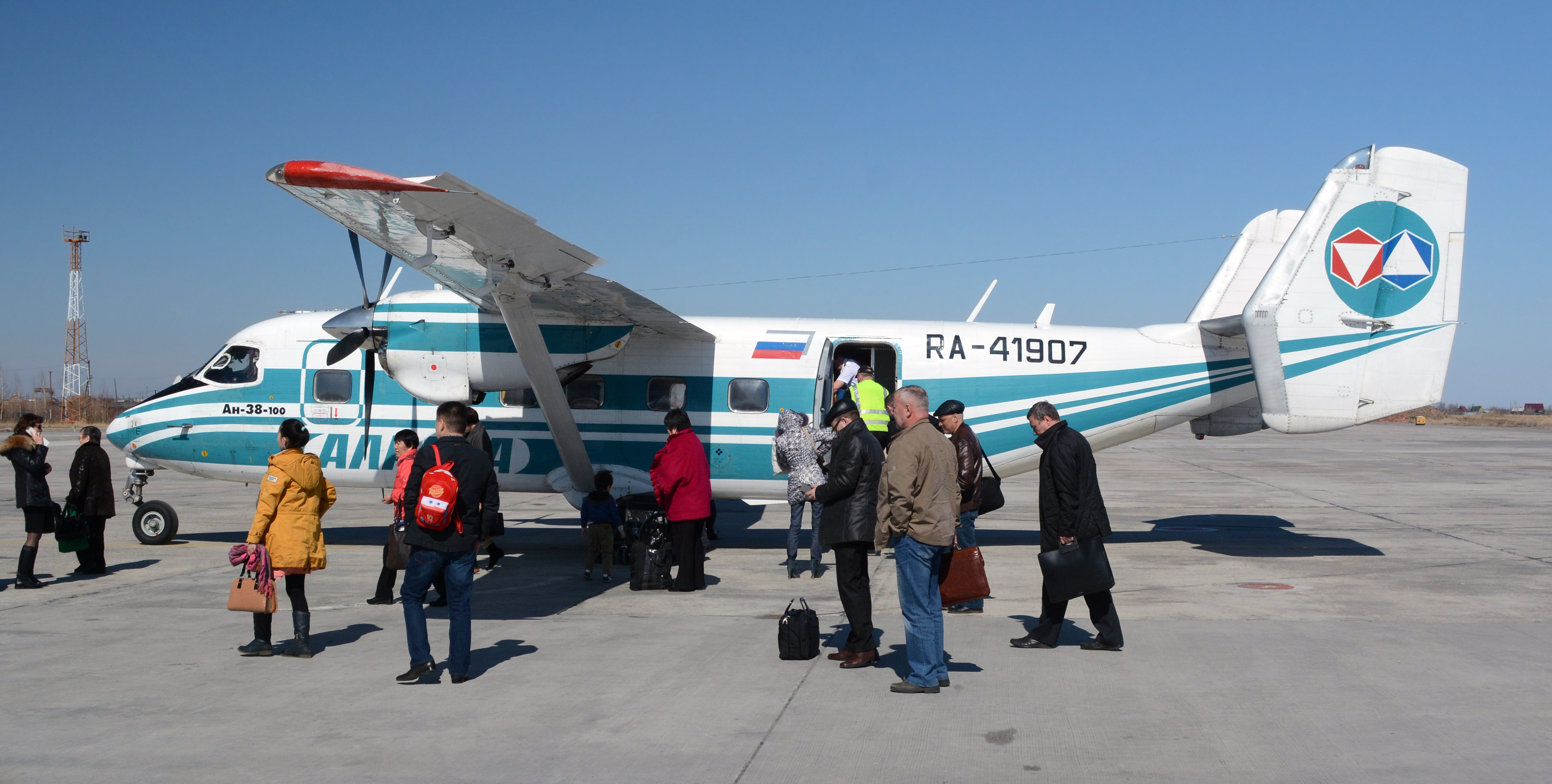
Um Antonov An-38 da Alrosa com pintura antiga, em 2014.

A Alrosa Mirny Air Enterprise foi fundada pela mineradora russa Almazy Rossii Sakha. Uma empresa irmã da Alrosa Avia, que foi fundada em 1992 e operava serviços de fretamento de passageiros na Rússia e na CEI a partir do Aeroporto Internacional Vnukovo. O certificado de voo da empresa Alrosa Avia foi anulado em 21 de novembro de 2008.

## Frota

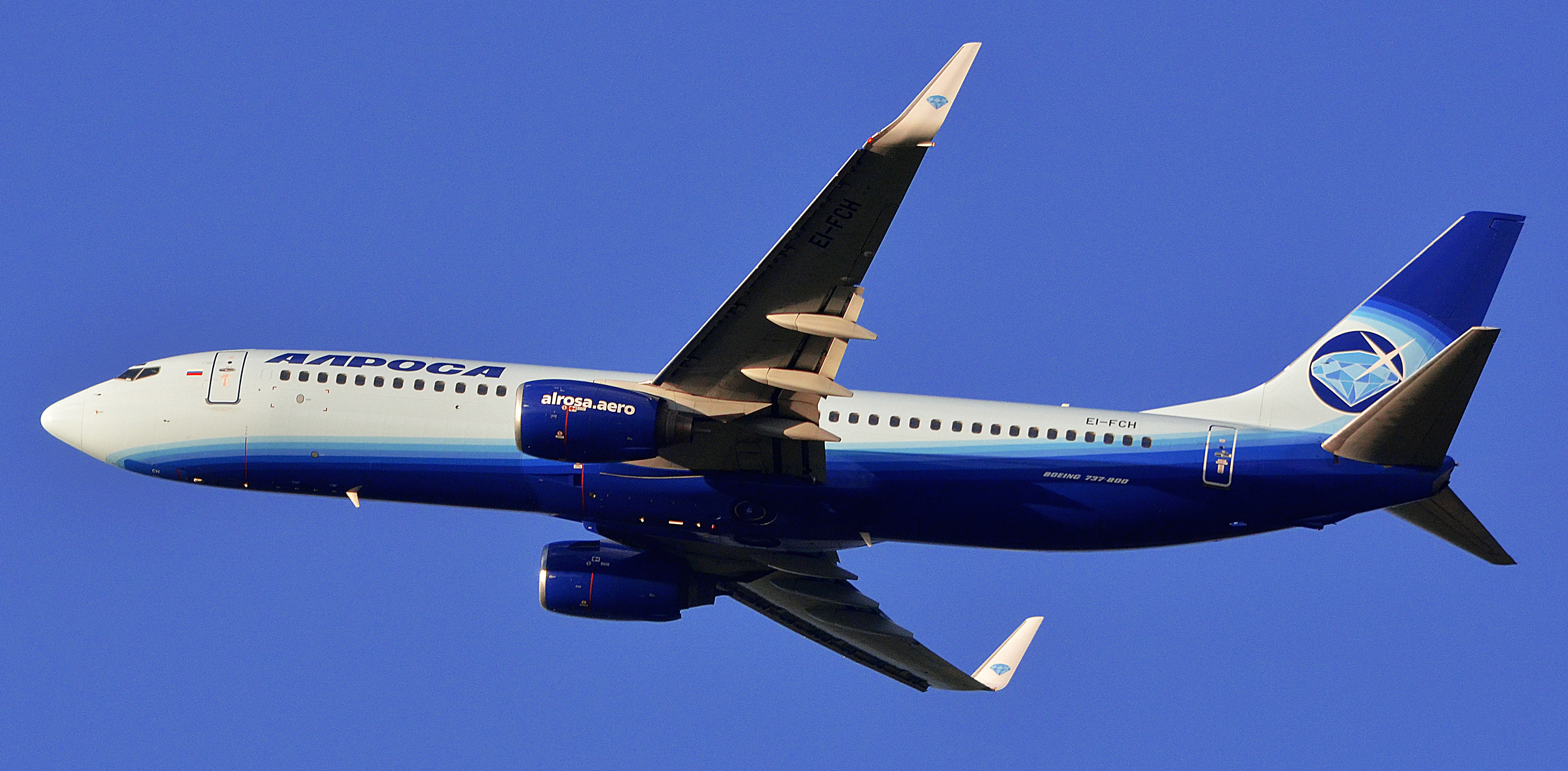
Um Boeing 737-800 da Alrosa em 2014

A frota da Alrosa consistia nas seguintes aeronaves (Fevereiro de 2018):
| Aeronaves           | Em Serviço | Ordens | Passageiros | Passageiros | Passageiros | Notas |
| Aeronaves           | Em Serviço | Ordens | C           | Y           | Total       | Notas |
| ------------------- | ---------- | ------ | ----------- | ----------- | ----------- | ----- |
| Boeing 737-700      | 2          | —      | —           | 136         | 136         |       |
| Boeing 737-800      | 4          | —      | 12          | 144         | 166         |       |
| Irkut MC-21-300     | —          | 3      | TBA         | TBA         | TBA         |       |
| Sukhoi Superjet 100 | —          | 2      | TBA         | TBA         | TBA         |       |
| Total               | 6          | 5      |             |             |             |       |

Em 29 de outubro de 2020, a companhia aérea Alrosa operou o último voo civil do Tupolev Tu-154 na Rússia. O Tu-154, prefixo RA-85757, voou de Mirni para Novosibirsk transportando 140 passageiros.

## Acidentes

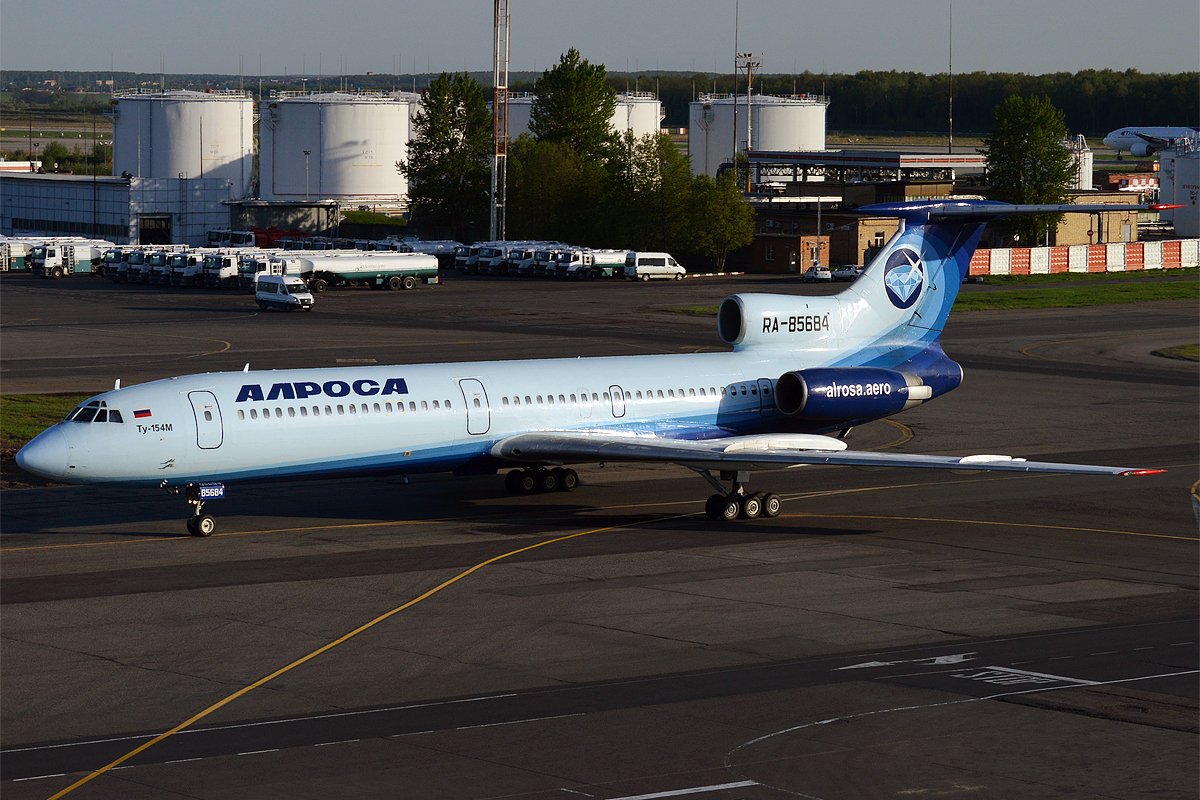
RA-85684, a aeronave envolvida no acidente, em maio de 2018.

- 7 de setembro de 2010: um Tupolev Tu-154M prefixo RA-85684, operando o Voo Alrosa 514, sofreu uma falha elétrica completa em voo durante um voo doméstico programado de Udatchny para Moscou. Um pouso de emergência bem sucedido foi feito no extinto Aeroporto de Izhma, mas a aeronave invadiu a pista e foi danificada. Todas as 81 pessoas a bordo escaparam ilesas.[8][9] A aeronave foi posteriormente reparada e voltou ao serviço. Em 29 de setembro de 2018, RA-85684, a aeronave envolvida no acidente completou seu último voo de Mirni para Novosibirsk. A aeronave foi instalada como um monumento no Museu de Aviação de Tolmachevo.[10]